# Rudzki Klub Sportowy

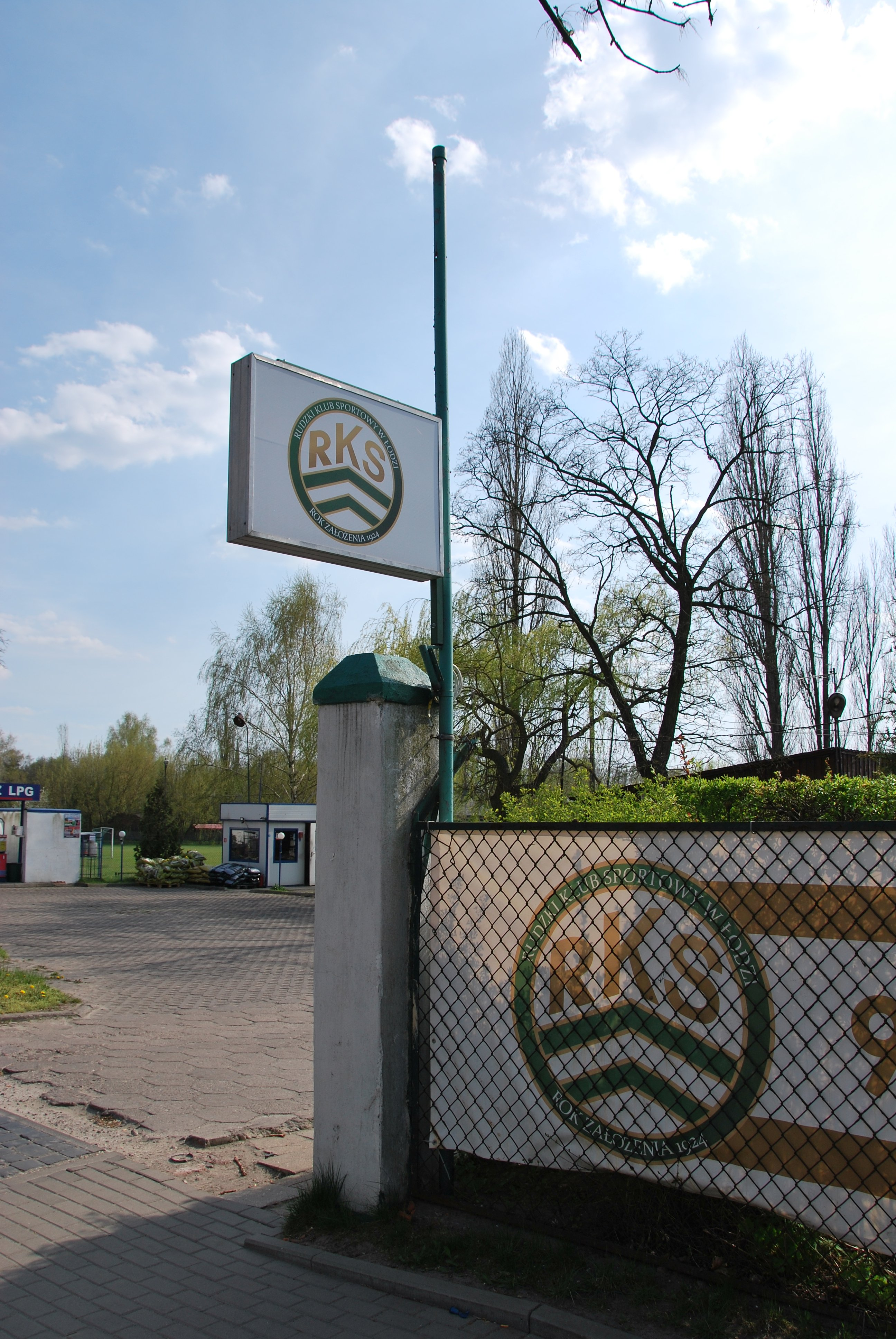
Logo przy siedzibie klubu

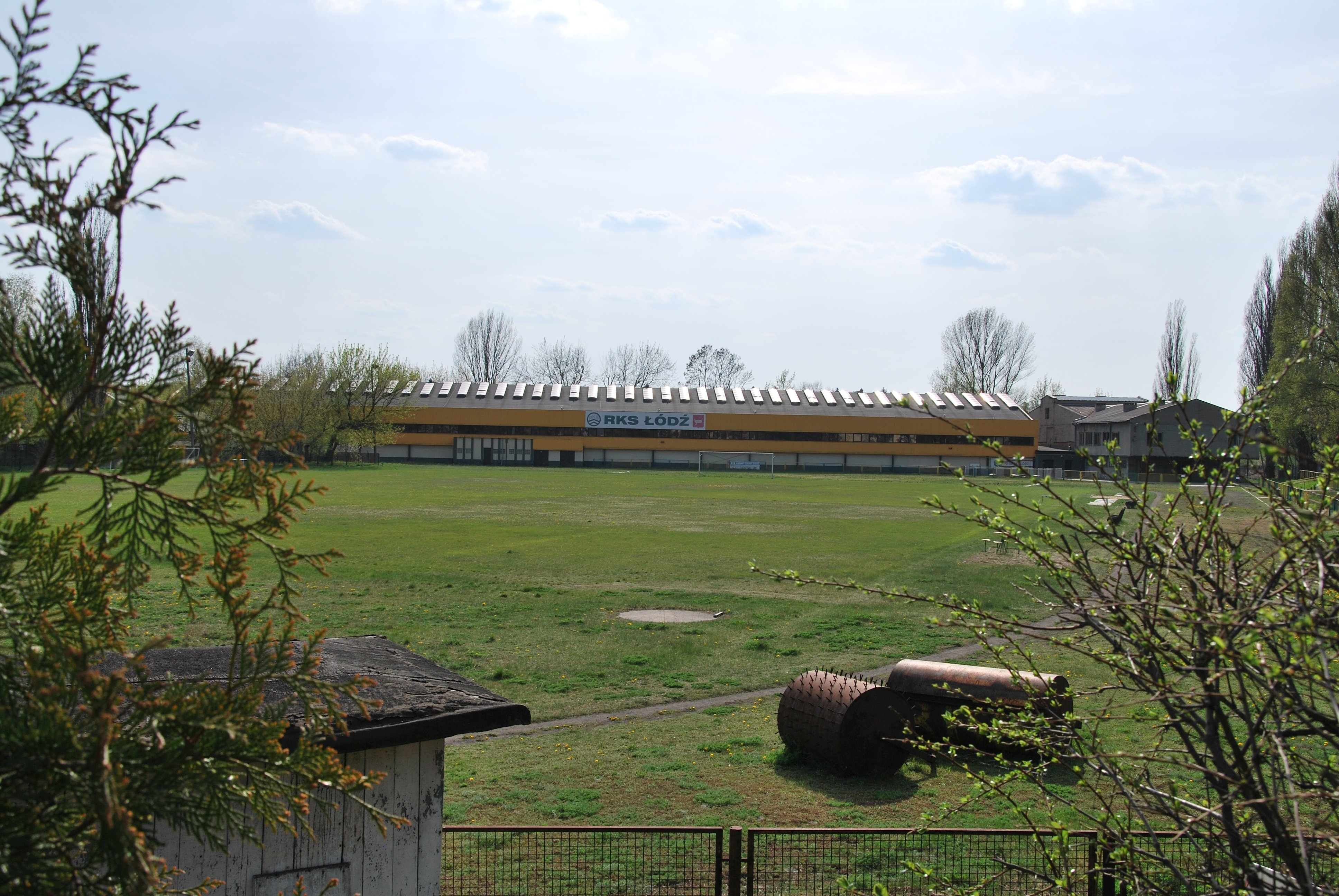
Hala sportowa RKS

Rudzki Klub Sportowy w Łodzi, RKS Łódź – klub sportowy założony w 21 kwietnia 1924 r. w Rudzie Pabianickiej, która przed II wojną światową była samodzielnym miastem, a od 1946 roku wchodzi w skład Łodzi. Początkowo założony jako klub piłkarski, rok później powstała sekcja lekkoatletyki. W historii klubu istniały także sekcje: szachów, siatkówki, piłki ręcznej i kolarstwa. Obecnie w klubie prowadzone są 3 sekcje: piłka nożna, boks i lekkoatletyka. Prezesem klubu jest Lech Krakowiak.

## Sekcja piłki nożnej
Trener
- Jarosław Maćczak

Klub piłki nożnej gra obecnie w klasie A. Nie doczekał się znanych wychowanków.

## Sekcja lekkiej atletyki
Najsłynniejszym zawodnikiem sekcji lekkoatletycznej RKS był sprinter Marcin Krzywański, olimpijczyk z Sydney 2000 r., wielokrotny mistrz Polski. Olimpijką z Moskwy 1980 r. była też sprinterka Elżbieta Stachurska. Obecnie najbardziej znani zawodnicy sekcji lekkoatletycznej to medaliści mistrzostw świata Sylwester Bednarek i Adam Kszczot.

## Sekcja boksu
Najbardziej znanym bokserem RKS był Wiesław Rudkowski, dwukrotny olimpijczyk, wicemistrz olimpijski z Monachium 1972 r., mistrz Europy z 1975. Na Igrzyskach w Monachium startował też Józef Reszpondek.

### Trenerzy
- Mirosław Medyński
- Rafał Borkowski
- Sebastian Adamski

## Prezesi[2]
(Stan na 2023-08-08)

- 1925-1926: Zygmunt Wielozierski
- 1926-1927: Leopold Rakowiecki
- 1928-1930: Władysław Fuks
- 1930-1931: Roman Borecki
- 1931-1932: Leopold Rakowiecki
- 1931-1933: Aleksander Grzybowski
- 1933-1934: Roman Miller
- 1934-1935: Leopold Rakowiecki
- 1935-1936: Władysław Fuks
- 1936-1938: Aleksander Grzybowski
- 1938-1939: Aleksander Jakubowski
- 1945: Leopold Rakowiecki
- 1945: Zygmunt Cichy
- 1945: Józef Miller
- 1946: Władysław Świderski
- 1946-1947: Bernard Denys
- 1947-1948: Stanisław Lewandowski
- 1948-1949: Zenon Gołaszewski
- 1949-1951: Kazimierz Bursa
- 1951-1956:  Roman Prade
- 1956-1957: Stanisław Wojtas
- 1957-1962: Zenon Grabiszewski
- 1962-1984: Zygmunt Cichy
- 1984-1987: Stefan Konka
- 1988-1991: Stanisław Graczyk
- 1991-1997: Marian Maciejewski
- 1997-2001: Mirosław Paprocki
- 2001-2013: Dominik Gralka
- od 2013: Lech Krakowiak